# Esmonde M. Robertson
Esmonde Manning Robertson (* 1923; † 1986) war ein britischer Historiker.
Robertson beschäftigte sich in seinen wiederholt gedruckten Werken überwiegend mit der Vorgeschichte des Zweiten Weltkrieges. Zu Beginn der 1960er-Jahre arbeitete er als Forschungsassistent am Institut für Zeitgeschichte in München. Anschließend war Robertson als Dozent an der University of Edinburgh sowie als Professor an der London School of Economics tätig.

## Werke
- Hitler’s Pre-war Policy and military plans 1933–1939. London 1963
- The origins of the Second World War: historical interpretations. London u. a. 1971
- Mussolini as empire-builder: Europe and Africa, 1932–36. London u. a. 1977
- Paths to war. New essays on the origins of the Second World War. Basingstoke 1989

| Personendaten    | Personendaten              |
| ---------------- | -------------------------- |
| NAME             | Robertson, Esmonde M.      |
| ALTERNATIVNAMEN  | Robertson, Esmonde Manning |
| KURZBESCHREIBUNG | britischer Historiker      |
| GEBURTSDATUM     | 1923                       |
| STERBEDATUM      | 1986                       |